# مصفاة الدورة
مصفاة الدورة هو مجمع صناعي نفطي متكامل يعد من أقدم مصافي النفط الكبيرة في العراق، يقع في الجزء الجنوب الشرقي من مدينة بغداد. وضع الحجر الأساس له عام 1953 وبدأ العمل به عام 1955. يبلغ إنتاجه 140,000 برميل يومياً، ويقع على مساحة قدرها 2,500,000 متر مربع. ينقل إليه النفط من حقول محافظة كركوك وخانقين. يقوم المصفى بإنتاج بانزين السيارات والغاز السائل ووقود الطائرات وزيت الغاز والديزل والنفط الخام والشحوم والشمع والإسفلت وغيرها. كما يحتوي على معمل متطور لتصنيع العلب البلاستيكية لتعبئة الزيوت المنتجة، ينتج حوالي 80 ألف علبة شهرياً.
في عام 2014 ظهرت مخاوف من تأثير المصفى على السكان، فعند بناء المصفى في نهاية خمسينيات القرن العشرين لم تكن منطقة الدورة مأهولة بالسكان. لذلك دعت لجنة الصحة والبيئة النيابية العراقية إلى «تنفيذ قرار نقل مصفى الدورة إلى مكان آخر بحسب الضوابط البيئية والدولية التي تمنع إنشاء المصافي داخل التجمعات السكانية».

## البناء
تم البدء ببناء المصفى عام 1953 من قبل مجموعة من الشركات العالمية هي "Foster Wheeler" و"M.W Kellogg" و"Exxon Research" و"En – gineering"، حيث تم تصميمه كمصفى تحويلي للحصول على الفائدة من النفط الخام لمساندة الاقتصاد وسد الحاجة المحلية من المنتجات النفطية آنذاك، وأفتتح عام 1955. تملكه شركة مصافي الوسط.

## وصلات داخلية
- مصفاة بيجي
- مصفاة كربلاء

## وصلات خارجية
- الموقع الرسمي لشركة مصافي الوسط